# Joseph de Monaco
Le prince Joseph (de) Grimaldi (né le 10 septembre 1763 et mort le 23 juin 1816) est le fils cadet de Honoré III, prince souverain de Monaco (1720-1795), et de Marie Catherine Brignole (1737-1813), princesse de Monaco, puis princesse de Condé.

## Mariages et descendance
Joseph de Monaco épouse en 1782 Marie Thérèse de Choiseul (1766-1794), fille de Jacques Philippe de Choiseul, lieutenant général des armées du Roi, gouverneur général de la Lorraine, maréchal de France, comte puis duc de Stainville, et de Thérèse de Clermont d'Amboise. Dont trois filles :
- Marie Camille de Monaco (1784-1879), mariée en 1803 avec René-Louis-Victor de La Tour du Pin, marquis de La Charce, député, châtelain de Fontaine-Française et de Thugny-Trugny (1779-1832). Dont postérité ;
- Athénaïs de Monaco (1786-1860), mariée en 1804 avec Auguste Michel Le Tellier de Louvois (1783 † 1844), marquis de Louvois, marquis de Souvré, comte de Tonnerre, châtelain d'Ancy le Franc, pair de France, président du conseil-général de l'Yonne. Sans enfant.
- Delphine de Monaco 1788, décédée en bas âge.

Son épouse finit exécutée sous la Terreur le 27 juillet 1794. Veuf, il se remarie avec Françoise-Marguerite Rainsford (née Frances Rainford, morte le 1er décembre 1806) avec qui il est inhumé au cimetière Montmartre. La tombe est dans la 19e division, partie haute, orientée côté ouest.
Il était le frère du prince Honoré IV.

## Armoiries

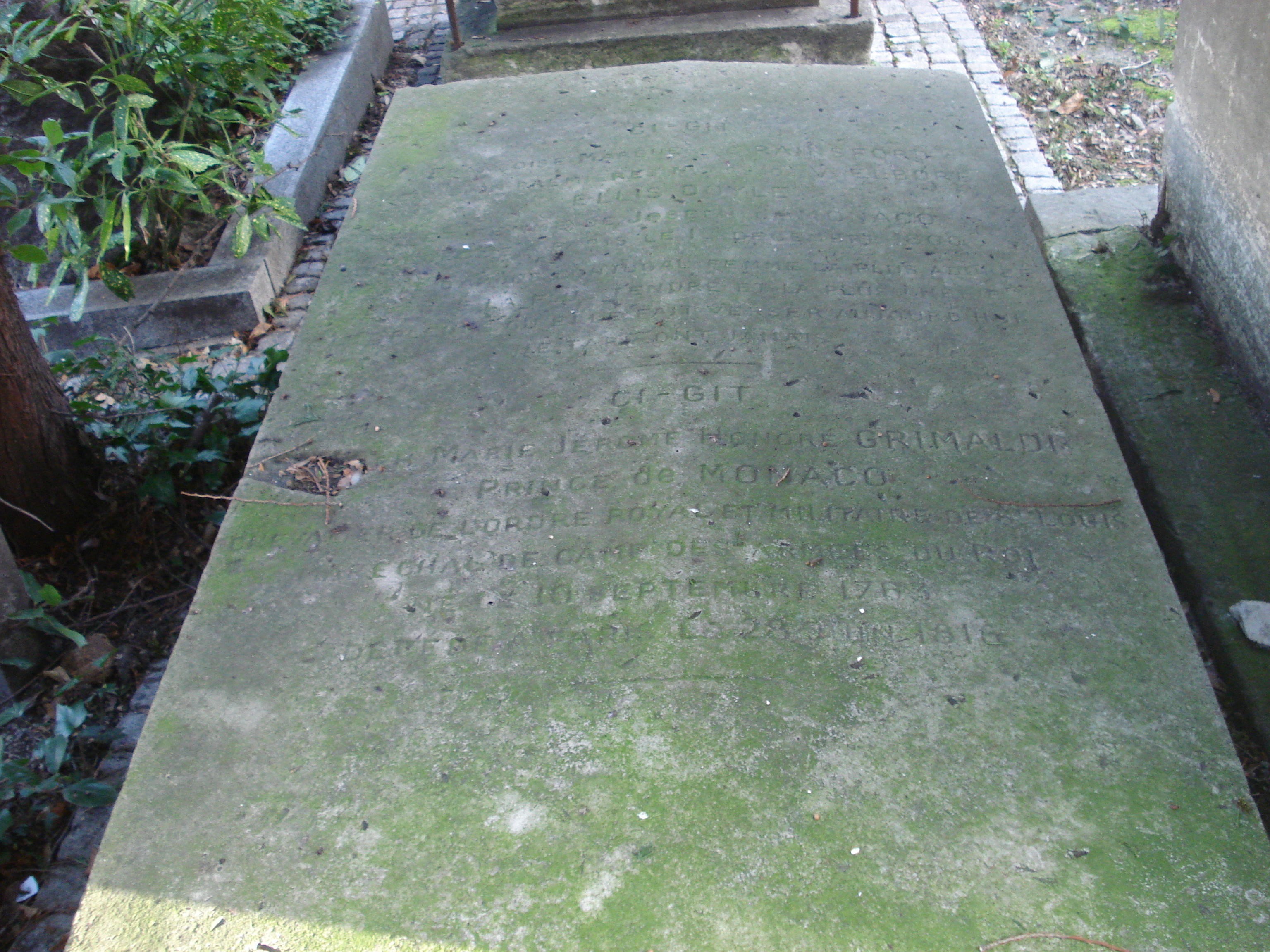
Sépulture de Joseph de Monaco - Cimetière Montmartre

| Blason | Blasonnement : Fuselé d'argent et de gueules. |